# 2 Bad Mice
2 Bad Mice is een Britse rave- en drum-'n-bassgroep die in de vroege jaren negentig singles uitbracht. De groep bestond oorspronkelijk uit Sean O'Keeffe en Simon Colebrooke. In de praktijk is ook Rob Playford (1968) onderdeel van de groep geworden. De groep maakte in eigen land hits met de singles Hold It Down en Bombscare. Het drietal was ook betrokken bij het Moving Shadow-label waarvan Playford eigenaar was. De groepsnaam werd afgeleid van het kinderboek The Tale of Two Bad Mice van Beatrix Potter. Playford is later vervangen door Paul "Rhodesy" Rhodes (1969).

## Geschiedenis
2 Bad Mice ontstond in 1991 als project van Moving Shadow-eigenaar Rob Playford en zijn medewerkers Sean O'Keeffe en Simon Colebrooke. Het trio produceerde enkele singles. Eind 1991 verscheen de ep Hold It Down. Het titelnummer daarvan bereikte de onderste regionen van de hitlijsten. Ook de track Bombscare werd populair. In 1994 en 1996 werd het nummer opnieuw uitgebracht. De heruitgave van 1996 kwam ook in de lage regionen van de hitlijsten. Ook als Kaotic Chemistry verschenen er een single en een ep. Al het werk van het trio werd in 1995 verzameld op het album Kaotic Chemistry. Daarna werd het trio inactief. In 2004 werd 2 Bad Mice kortstondig nieuw leven in geblazen met de single Like It Deep, die door O'Keeffe werd geproduceerd. In 2011 kwamen ze weer bijeen voor een mix voor het FACT-magazine. Ook gaven ze sinds die tijd zo nu en dan weer dj-performances. Rob Playford was niet meer van de partij. Zijn positie is ingenomen door Paul Rhodes. In 2016 verschijnt de Gone Too Soon EP, met daarop een ouderwets ravegeluid.
Playford was ook actief voor drum-'n-bass-artiest Goldie. Zo was hij betrokken bij de productie van de hits The Terminator (1992), Angel (1993) en Inner City Life (1994). ook was hij sterk betrokken bij de totstandkoming van het album Timeless. Bij de productie van het album Saturn Returnz liep de samenwerking stuk op meningsverschillen. In 2000 was hij als producer betrokken bij de hit I Turn To You van Melanie C. Later produceerde Playford muziek voor films en computergames. Zo was hij betrokken met de scores van de Bondfilms Die Another Day en Casino Royale. Ook draait hij platen als DJ Timecode.
O'Keeffe bleef actief als producer onder de naam Deep Blue. Daarmee maakte hij de hit The Helicopter Tune (1993). Na nog een reeks singles verscheen in 2005 het album Metropolitain Chic. Daarnaast werkte hij samen met Robert Haigh als Black Rain. Daarvan verscheen in 2003 het album All Tomorrow's Food.
Rob Playford werkt in 2006 samen met Justin Robertson en Tim Burgess op de triphop/rock-crossover Yes It Is (2006).

## Discografie

### Albums
- Kaotic Chemistry (1995)

### Singles en ep's
- 2 Bad Mice/No Respect (1991)
- Hold It Down (1991)
- Kaotic Chemistry - Five In One Night (1991)
- Kaotic Chemistry - LSD ep (1992)
- Underworld ep (1993)
- Bombscare '94 (1994)
- Shooby Corner (1994)
- Bombscare (1996)
- Like It Deep (2004)
- Gone Too Soon EP (2016)